# 依托泊苷
依泊苷（INN：etoposide，VP-16）又名鬼臼乙叉苷、足叶乙苷，商品名有Vepesid、Eposin、Etopophos，是一种广泛应用的拓扑异构酶抑制剂类化疗药物。依托泊苷是鬼臼毒素（一种大量存在于鬼臼，尤其是盾叶鬼臼中的物质）的人工合成衍生物，用於治療多種癌症，包括睪丸癌、肺癌、淋巴瘤、白血病、神經母細胞瘤和卵巢癌，也用於治療噬血細胞性淋巴組織球增生症 。
給藥途徑有口服或是靜脈注射。
使用後的副作用相當常見，包括血球減少症、嘔吐、食慾不振、腹瀉、掉髮和發燒。嚴重的副作用有過敏反應和低血壓。個體於懷孕期間使用很可能會傷害胎兒。依托泊苷屬於拓撲異構酶抑制劑類藥物。據信依托泊苷的作用機制是干擾II型拓撲異構酶的正常功能，當依托泊苷造成癌細胞DNA大量斷裂且無法修復時，就會觸發細胞內的死亡機制，例如細胞凋亡，而達到抑制癌細胞生長和擴散的目的。
依托泊苷於1983年在美國獲准用於醫療用途。它已列入世界衛生組織基本藥物標準清單之中。

## 醫療用途
依托泊苷被用来治疗多种癌症，包括肺癌、睾丸癌、卡波西肉瘤、尤文氏肉瘤、淋巴瘤、神經母细胞瘤和急性非淋巴细胞白血病等。它常与其他化疗药物组合用于联合化疗，如与博来霉素和泼尼松组成的BEP联合疗法（用于睾丸癌的一线治疗）。它还被用于造血幹細胞移植的预处理。

## 給藥
静脉注射必须缓慢进行（30~60分钟），因为依托泊苷會降低血压，医生通常会不时观察病人血压并据此调节给药速率。医生还应定期检查病人周围血象和肝肾功能，并建议病人多喝水（1.5~3升每天）以预防腫瘤溶解症候群引起的膀胱和肾损害。

## 副作用
常見的有：
- 輸注部位局部反應（如紅腫、搔癢和瘀青等）
- 低血壓
- 掉髮
- 靜脈注射部位疼痛和/或灼熱感
- 便秘或腹瀉
- 食物帶有金屬味
- 骨髓抑制，導致：
  - 白血球數量減少（增加感染的風險）
  - 紅血球數量過低（貧血）
  - 血小板數量過低（容易瘀青和出血）

較不常見的副作用有：
- 噁心和嘔吐
- 過敏反應
- 皮疹
- 發燒，通常在靜脈注射後不久發生，並非由感染引起
- 口腔潰瘍
- 急性骨髓性白血病（其本身可用依托泊苷治療）

此藥物與華法林併用時，可能會增加體內出血的風險。

## 作用机理
依托泊苷能与DNA和II型拓撲異構酶（拓扑异构酶的一种，用于辅助DNA的展开）形成三元复合物，使得II型拓撲異構酶的复合物在DNA链断裂之后稳定化（令断裂的反应向右进行），并且進而阻碍DNA连接酶的工作，导致DNA的破坏。 癌细胞的细胞分裂比普通细胞更频繁，因此更依赖这种酶，且对DNA的破坏更敏感。因此，这导致DNA复制发生错误并引起癌细胞的凋亡。

### 致癌作用
作为化疗药物，依托泊苷本身可能使病人患新的癌症。 2%至12%使用依托泊苷的病人会因此药的副作用而患白血病。因这种药物致癌导致的白血病死亡率极高。

## 化學

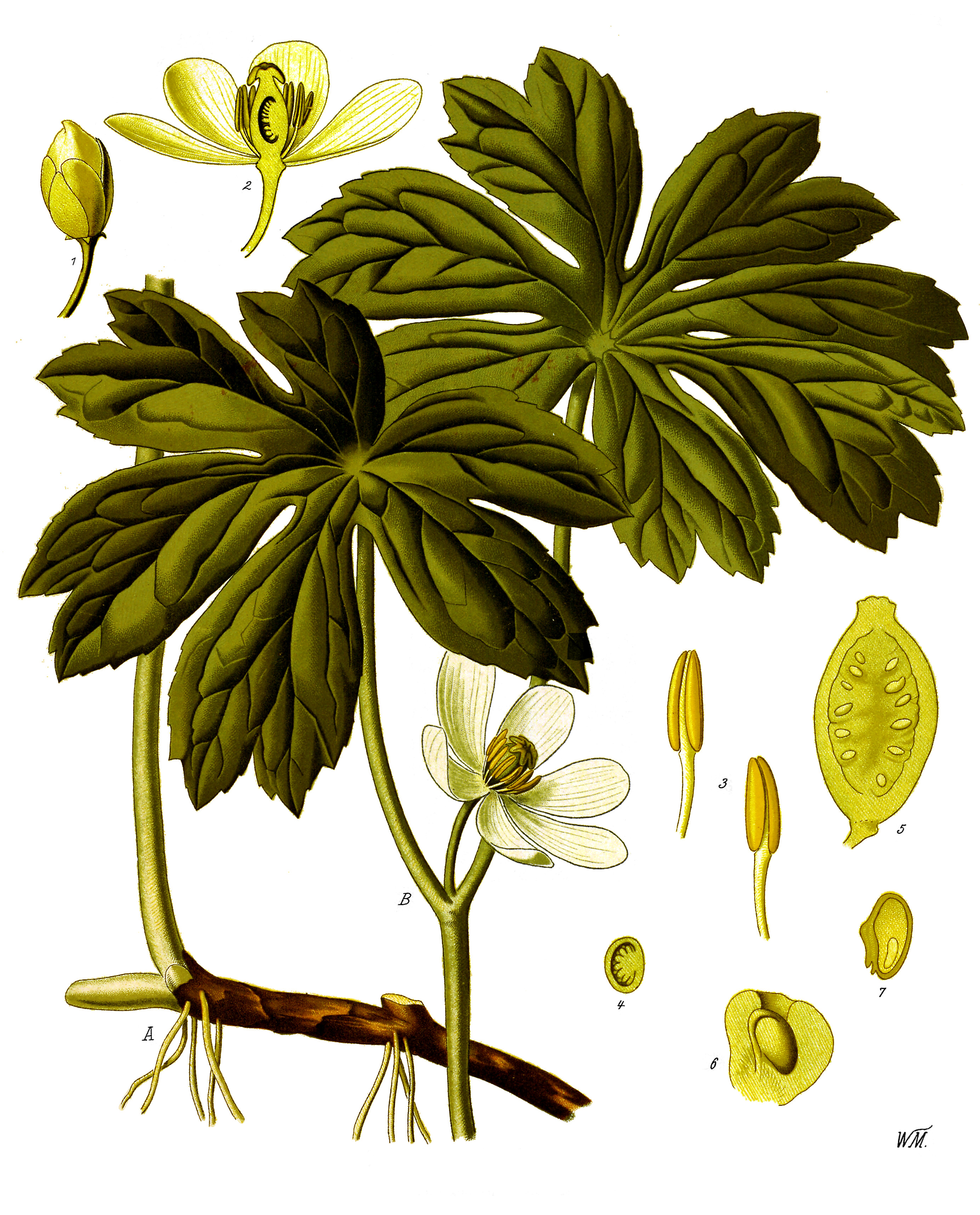
一張盾葉鬼臼的插圖，顯示出其部分根莖（圖最下方）。

依托泊苷是一種半合成的化合物，源自於盾葉鬼臼（或稱美國曼陀羅草）的根莖中所含的鬼臼毒素。更具體地說，它是鬼臼毒素與D-葡萄糖衍生物形成的醣苷。其化學結構與另一種抗癌藥物替尼泊苷相似，兩者僅在一個化學基團上有所不同：依托泊苷帶有一個甲基，而替尼泊苷則帶有一個噻吩基（thienyl）。這兩種化合物的開發目的都是為製造毒性較低的鬼臼毒素衍生物。
依托泊苷為白色至黃棕色的結晶性粉末，可溶於有機溶劑。

## 历史
鬼臼作为中药使用有近两千年的历史，早在东汉时期，《神农本草经》就已有记载。然而，由于毒性剧烈（《神农本草经》中被列为"下品"），一直以来它的应用受到限制。
在1950年，科学家开始合成一系列的鬼臼毒素衍生物，并发现其中一种名为4'-去甲氧基表鬼臼毒素苯亚甲基糖苷（DEPBG）的物质最为有效（相对于它的毒性来说）。随后他们又研制出两种有着更强抗癌活性的DEPBG衍生物，分别是在1966年被合成依托泊苷和1967年被合成的替尼泊苷。依托泊苷在在1983年由FDA批准上市。

## 外部連結
- Etoposide information at the U.S. National Institutes of Health